# IC 2395
IC 2395 ist ein offener Sternhaufen vom Trumpler-Typ II3p im Sternbild Segel des Schiffs, der eine scheinbare Helligkeit von +4,60 mag hat. Das Objekt wurde im Jahre 1751 von Nicolas Louis de Lacaille entdeckt.